# Olho d'Água das Flores
Olho d'Água das Flores là một đô thị ở bang Alagoas, Brasil. Dân số năm 2004 ước tính là 21.348 người.